# آلبرت پنک
آلبرت پنک (به انگلیسی: Albrecht Penck) جغرافی‌دان و زمین‌شناس آلمانی (۱۹۴۵-۱۸۵۸) و پدر والتر پنک است. آلبرت پنک در نزدیکی لایپزیک به‌دنیا آمد. او از سال ۱۸۸۸ تا ۱۹۰۶ در دانشگاه‌های وین و از سال ۱۹۰۶ تا ۱۹۲۷ در برلین به ندریس مشغول بود. پنک زندگی خود را وقف ژئومورفولوژی و اقلیم‌شناسی کرده بود و باعث ارتقای درجه علمی دانشکده جغرافیای طبیعی وین در سطح بین‌الملی شد. آلبرت پنک در سال ۱۹۰۵ به عضویت آکادمی سلطنتی علوم سوئد انتخاب شد. او در سال ۱۹۴۵ در پراگ درگذشت.